# Димитър Инкьов
Димитър Янакиев Инкьов е български писател и известен дисидент, популярен е най-вече в Германия като един от най-големите им съвременни детски писатели. В България е известен повече като журналиста Велко Верин от радио „Свободна Европа“

## Биография
Димитър Инкьов е роден на 10 октомври 1932 г. в град Хасково. Завършва Минно-техническа гимназия в град Перник, следва театрознание във ВИТИЗ „Кр. Сарафов“, където е състудент с Хачо Бояджиев, Иван Андонов и др. Работи в списание „Наука и техника за младежта“, сътрудничи на в. „Стършел“ и списание „Авто-мото“.
През октомври 1965 г. Инкьов успява да напусне България, установява се в Мюнхен и от 1 юни 1966 г. започва работа като коментатор в радио „Свободна Европа“. Там прави ежеседмичното сатирично предаване „Весела неделя“. Той е създателят на персонажа „Ботуш Каишев“ – партизански генерал, и на понятията милиционеро-социализъм и бананизъм.
През 1973 г. започва да пише на немски език детски разкази за Баварското радио. През 1974 г. излиза от печат първата му книга „Куклата, която искаше да си има бебе“ (Die Puppe, die ein Baby haben wollte). Тя е обявена за бестселър на годината и е преведена на 16 езика.
Димитър Инкьов работи в радио „Свободна Европа“ от 1966 до края на 1991 година, след което се посвещава изцяло на писането на детски книги. Негови разкази са част от учебници за началния курс в Германия, Австрия и др. страни.
От 2000 г. Димитър Инкьов е доктор хонорис кауза на НАТФИЗ „Кр. Сарафов“.
Димитър Инкьов умира в Мюнхен от мозъчен тумор на 24 септември 2006 г.